# 2019年索馬利亞摩加迪沙炸彈襲擊
2019年索馬利亞摩加迪沙炸彈襲擊發生在2019年2月4日，並造成超過11人死亡，逾10人受傷。事件為一宗汽車炸彈襲擊，武裝分子在索馬里摩加迪休哈瑪爾維涅區的一間商場附近引爆炸彈，爆炸時正值繁忙時間，導致死傷慘重。索馬里青年黨承認策劃襲擊。